# Oleksandr Kordjuk
Oleksandr Anatolijowytsch Kordjuk (ukrainisch Олександр Анатолійович Кордюк; * 9. Dezember 1967 in Kiew) ist ein ukrainischer experimenteller Festkörperphysiker mit besonderem Schwerpunkt auf die makroskopischen Dynamik des Magnetflusses von Hochtemperatursupraleitern.

## Leben
1991 schloss Oleksandr Kordjuk das Moskauer Institut für Physik und Technologie mit einem Diplom ab. Drei Jahre darauf erlangte er den Grad Kandidat der Physik/Mathematik-Wissenschaften des Instituts für Metallphysik an der Kiewer Akademischen Universität (КАУ). Im Jahr 2000 erlangte er ebenda seinen Doktor in Physik.
Am Leibniz-Institut für Festkörper- und Werkstoffforschung Dresden war er 2009 als Gastwissenschaftler tätig.
2012 wurde er zum Leiter des Fachbereichs für Supraleitung am Institut für Metallphysik und korrespondierendes Mitglied der Nationalen Akademie der Wissenschaften der Ukraine.
Im Jahr 2019 wurde Oleksandr Kordjuk Direktor der Akademischen Universität Kiew und im Folgejahr Professor für angewandte Physik und Nanomaterial.
2021 wurde er vollwertiges Mitglied der Nationalen Akademie der Wissenschaften als Experimentalphysiker für Quantenmaterialien.

## Veröffentlichungen
Oleksandr Kordjuk hat etwa 200 wissenschaftliche Arbeiten veröffentlicht. Dazu gehören:
- Constituents of the Quasiparticle Spectrum Along the Nodal Direction of High-Tc Cuprates mit S. V. Borisenko, V. B. Zabolotnyy et al. in Physical Review Letters 97, 6. Juli 2006, PDF-Datei
- Strength of the spin-fluctuation-mediated pairing interaction in a high-temperature superconductor mit T. Dahm, V. Hinkov in Nature Physics, 18. Januar 2009, PDF-Datei
- (π, π) electronic order in iron arsenide superconductors mit  V. B. Zabolotnyy, D. S. Inosov et al. in Nature vol. 457, S. 569–572, 29. Januar 2009, PDF-Datei
- An ARPES view on the high-T c problem: Phonons vs. spin-fluctuations mit  V.B. Zabolotnyy, D.V. Evtushinsky et al. in European Physical Journal - Special Topics 188, S. 153–162, 11. Oktober 2010, PDF-Datei
- Iron-based superconductors: Magnetism, superconductivity, and electronic structure in Low Temperature Physics 38. S. 888, 28. September 2012, PDF-Datei
- Pseudogap from ARPES experiment: three gaps in cuprates and topological superconductivity in Low Temperature Physics 41, S. 319, 2015, PDF-Datei
- Fermi surface tomography mit Sergey Borisenko, Alexander Fedorov et al. in Nature Communications vol. 13, 15. Juli 2022, PDF-Datei